# Loopback
Loopback (nebo též loop-back) je termín využívaný v počítačové terminologii. Jedná se o logickou smyčku elektrického signálu nebo datového toku z původního zařízení zpět ke zdroji bez dalšího zpracování nebo úprav. Využívá se především k testování komunikačních tras, případně k vzájemné komunikaci vnitřních součástí počítače.

## Virtuální síťové rozhraní

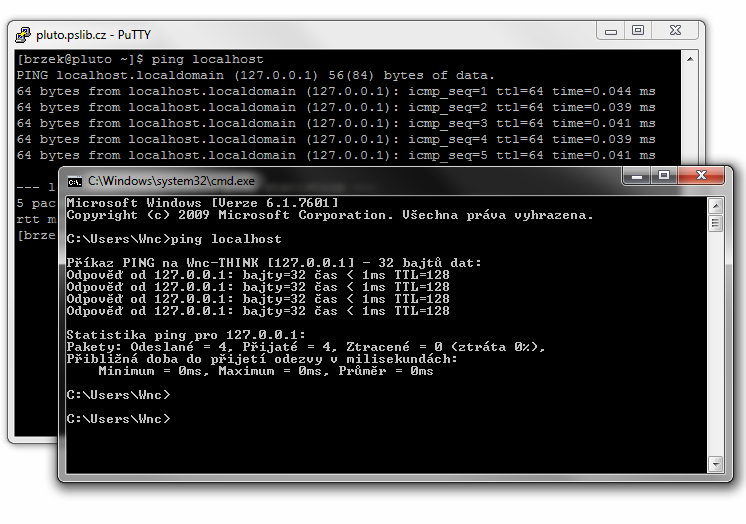
Příkaz ping na rozhraní loopback ve Windows a v Linuxu

V protokolu TCP/IP slouží loopback zařízení jako virtuální síťové rozhraní. Toto síťové rozhraní je čistě softwarovou záležitostí a není tedy připojeno k žádnému hardware, nicméně je plně integrováno do vnitřní síťové struktury počítače. Veškerý provoz směřovaný na toto zařízení je okamžitě přesměrován na totéž rozhraní.
Tímto způsobem popisuje protokol IP síť loopback. V IPv4 této síti přísluší dle RFC 3330 prefix 127/8. Nejpoužívanější adresa pro zařízení loopback je 127.0.0.1, nicméně je pro tento účel možné použít libovolnou adresu z rozsahu 127.0.0.0 až 127.255.255.255. Oproti tomu IPv6 má pro loopback vyhrazenu pouze jednu IP adresu, a to 0:0:0:0:0:0:0:1 (lze též napsat jako ::1). Běžné, oficiálně stanovené doménové jméno pro tuto adresu je localhost. (RFC 2606)
V UNIXových operačních systémech se rozhraní loopback obvykle označuje názvy lo či lo0.
Využití rozhraní loopback je hned několik. Je možné ho třeba využít pro komunikaci síťového klienta se síťovým serverem běžícím na tomtéž počítači.
Například vývojář webových stránek může mít pro testovací účely míst rozpracované stránky umístěné na svém počítači a přistupovat k nim pomocí URL adresy http://127.0.0.1/ nebo http://localhost/. Výhodou tohoto přístupu je absolutní nezávislost na hardwaru počítače a vyšší bezpečnost, protože data fyzicky neputují sítí. Podobným způsobem je možné vyzkoušet funkčnost IP služeb na počítači příkazem ping směrovaným na adresu localhost nebo 127.0.0.1.
Pakety putující v IP sítích, které mají v hlavičce nastavenou jako odesílatele adresu z rozsahu vyhrazeného pro loopback, mohou ve starších či chybně fungujících programech způsobovat potíže. Takové pakety proto označujeme jako marťanské pakety a samotné adresy pak jako bogony. Podle pravidel IP protokolu nesmí takto označený paket opustit počítač a v případě, že se tak stane a doputuje k nějakému dalšímu síťovému rozhraní, musí být zahozen. (RFC 1700, RFC 2893)

## Síťová zařízení
Některá síťová zařízení používají výraz loopback pro virtuální rozhraní používané pro správu a konfiguraci. Na rozdíl od běžného loopback rozhraní se toto loopback zařízení nepoužívá pro komunikaci zařízení se sebou samotným.
Takovému zařízení je přiřazena adresa na kterou lze přistupovat z řídícího zařízení přes síť, tato adresa však nepřísluší konkrétnímu fyzickému rozhraní zařízení.

## Sériová zařízení
Vysílač sériové komunikace může pro testovací účely využít loopback smyčku. Například tak, že fyzicky propojí výstupní porty se vstupními a na vstupu se objeví přesně totéž co je odesláno na výstup. Přesunutím této smyčky na konec vedení je možné například otestovat zda je vedení neporušeno.

## Telekomunikace
V telekomunikaci, se jako loopback (někdy též zkráceně loop) označuje hardwarová nebo softwarová metoda, která zašle zachycený signál nebo data zpět k odesílateli. Využívá se toho podobně jako u sériových rozhraní k testovacím účelům. Velké množství zařízení disponuje funkcí, která na výstup zašle určitý testovací vzorek a zároveň je schopna tento vzorek detekovat na vstupu.